# Pfarrkirche St. Nikola an der Donau

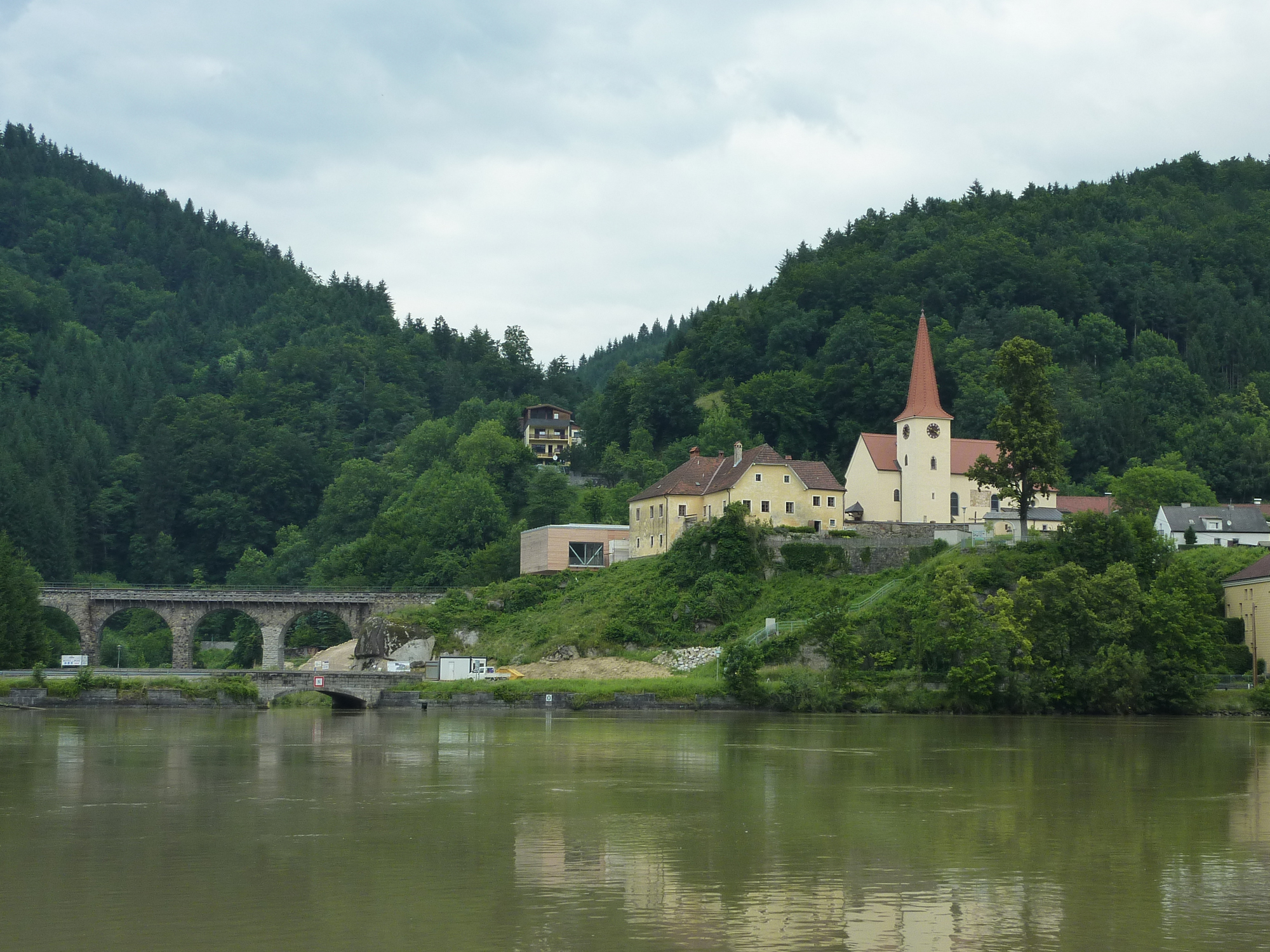
Katholische Pfarrkirche in St. Nikola an der Donau

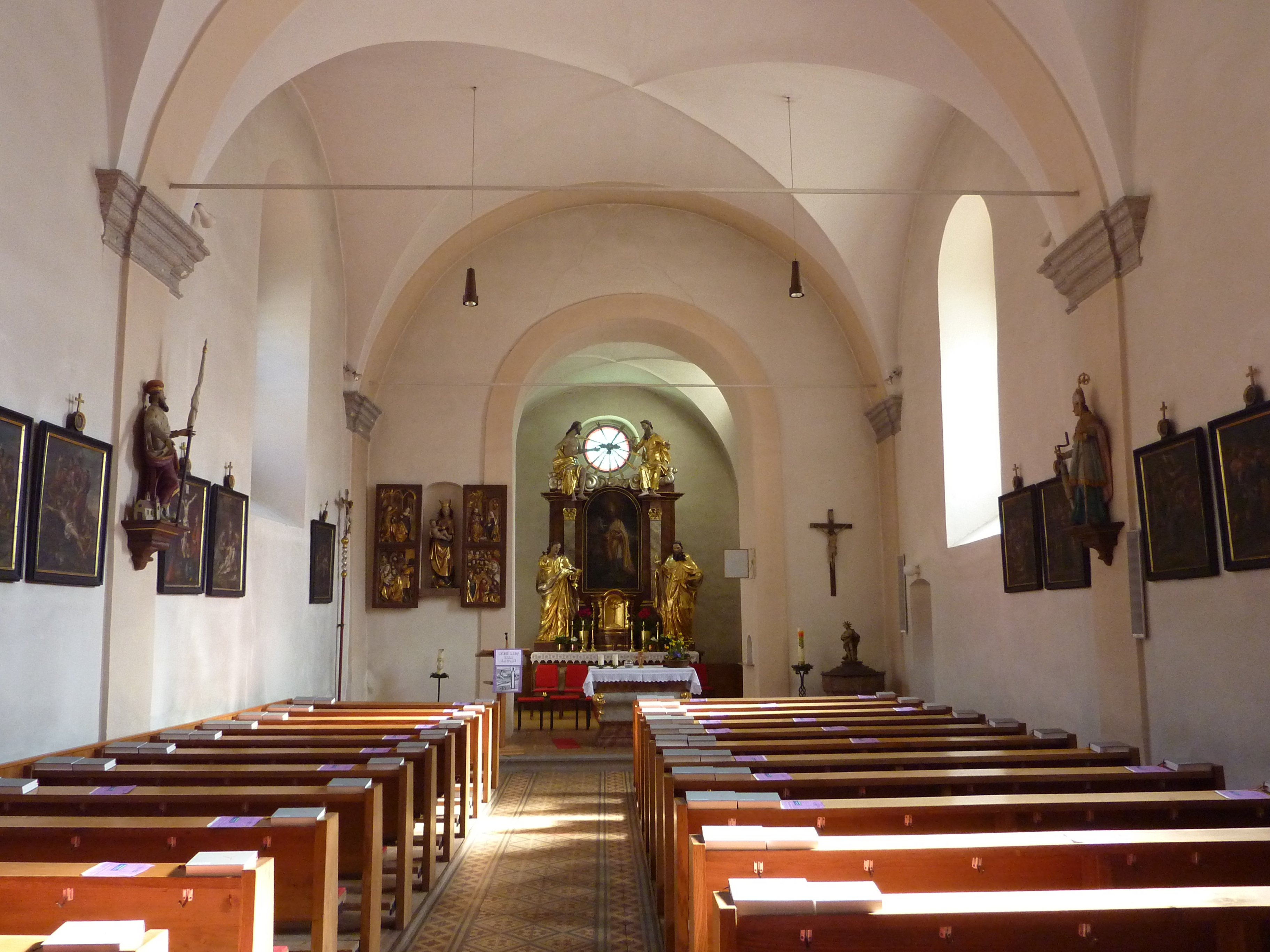
Langhaus, Blick zum Chor

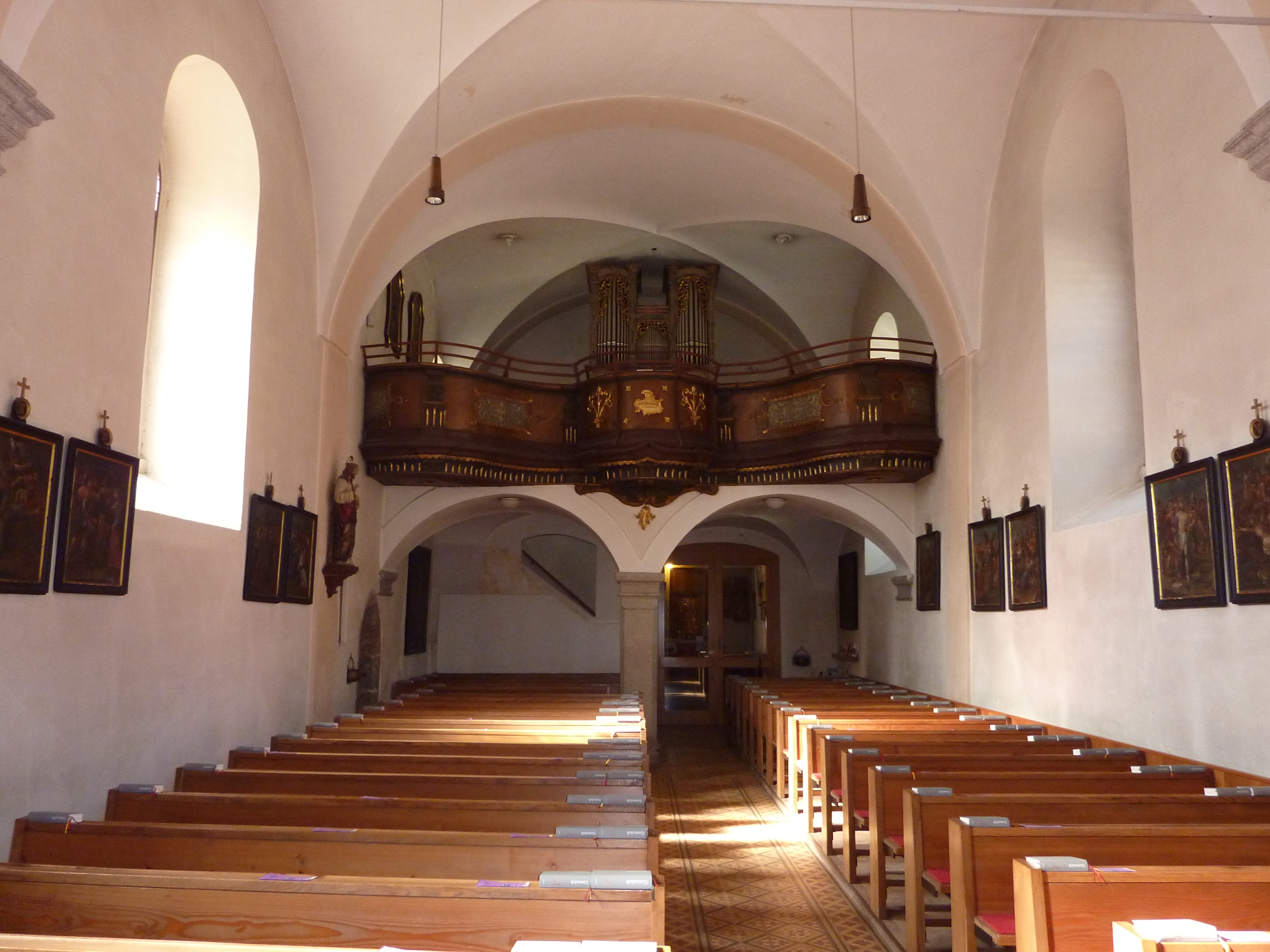
Langhaus, Blick zur Orgelempore

Die römisch-katholische Pfarrkirche St. Nikola an der Donau steht erhöht auf einem vorgeschobenen Fels an der Donau in der Marktgemeinde St. Nikola an der Donau im Bezirk Perg in Oberösterreich. Die dem Patrozinium hl. Nikolaus von Myra unterstellte Pfarrkirche gehört zum Dekanat Grein in der Diözese Linz. Die Kirche steht unter Denkmalschutz (Listeneintrag).

## Geschichte
Urkundlich erfolgte 1141 die Stiftung eines Spitals und einer Kirche durch Beatrix von Clam, Gemahlin von Walchun von Machland. 1149 erfolgte die Übernahme der Pfarre durch das neu gegründete Kloster Säbnich, war dann mit Sarmingstein verbunden und ging spätestens 1162 an das Stift Waldhausen.
Die romanische Chorquadratkirche wurde wohl um 1141 erbaut. 1954 wurde in der südlichen Langhauswand ein ehemaliges gotisches Maßwerkfenster festgestellt. Der Turm entstand im 14. Jahrhundert, er wurde im dritten Viertel des 17. Jahrhunderts barockisiert. Die Sakristei entstand in der zweiten Hälfte des 17. Jahrhunderts. Im 19. Jahrhundert wurde der Turm erhöht. 1984 wurde die Sakristei mit einem Westanbau erweitert. Die Kirche wurde außen 1959 und 1984 sowie innen 1954 und 1990 restauriert.

## Architektur
Die Kirche wird vom ehemaligen Spital und heutigen Pfarrhof und einer Friedhofsmauer umschlossen.
Das Kirchenäußere zeigt nördlich am Langhaus barocke Strebepfeiler aus dem dritten Viertel des 17. Jahrhunderts, westlich ein barockes Portal mit einer geraden Verdachung. Die barocken Fenster sind rundbogig, südlich sind daneben zwei vermauerte romanische Rundbogenfenster erkennbar, der Chor hat barocke Rundfenster. Die Kirche hat auf dem Langhaus ein Satteldach und auf dem niedrigeren Rechteckchor ein Walmdach. Der gotische Turm trägt einen Spitzhelm aus dem 19. Jahrhundert, er hat im zweiten Geschoß durch Putzfaschen übergiebelte Schlitzfenster, im dritten Geschoß spitzbogige Schallfenster und im vierten Geschoß ein Uhrwerk aus 1879. Eine Wandmalerei Kreuzigung aus dem 14. Jahrhundert wurde 1959 freigelegt. Südlich am Langhaus steht eine spätgotische Olberggruppe aus dem ersten Viertel des 16. Jahrhunderts.
Das Kircheninnere zeigt ein barockisiertes Langhaus mit barocken Kreuzgratgewölben über flachen Wandvorlagen mit Kämpfern. Die barocke kreuzgratunterwölbte Westempore hat einen mittleren Steinpfeiler. Die spätbarocke hölzerne seitlich vorschwingende Brüstung hat mittig einen halbrunden balkonartigen Vorbau. Das gefaste Spitzbogenportal zum Turm ist aus dem 14. Jahrhundert. Der hohe barockisierte Triumphbogen ist rundbogig. Im Dachboden sind im Westen und Osten die romanischen Giebelschrägen und Reste des Chorquadratturmes erkennbar. Die ornamentalen Glasmalereien im Chor sind aus 1902.

## Ausstattung
Der Hochaltar als Retabel mit seitlichen Pilastervorlagen entstand 1954 unter Verwendung barocker Teile, er zeigt das Altarbild hl. Nikolaus um 1700 und trägt die Figuren der Heiligen Johannes Evangelist und Paulus, oben Dreifaltigkeit.
Der zwölfeckige Taufstein aus Rotmarmor entstand um 1500, der Sockel 1990. Es gibt eine Almosensammelbüchse der Donauschiffer aus Eisenblech mit einem Bild hl. Nikolaus aus der ersten Hälfte des 19. Jahrhunderts.
Die Orgel baute Leopold Breinbauer 1846 in einem dreifeldrigen Gehäuse mit hohen Außentürmen mit einer mechanischen Traktur. Das einmanualige Instrument verfügt über sieben Register. Eine Glocke ist aus der Mitte des 15. Jahrhunderts.

## Grabdenkmäler
- Grab- und Inschriftsteine aus dem 17. bis 19. Jahrhundert, mehrere mit Wappen im Außenbereich der Kirche